# العروسة الهاربة
العروسة الهاربة (بالإنجليزية: Runaway Bride )‏ هو فيلم كوميدي رومانسي أمريكي من إخراج غاري مارشال وبطولة جوليا روبرتس، ريتشارد جير، جوان كوزاك، هيكتور أليزوندو، ريتا ويلسون وبول دولي، صدر الفيلم في 30 يوليو 1999.

## روابط خارجية
- العروسة الهاربة على موقع IMDb (الإنجليزية)
- العروسة الهاربة على موقع ميتاكريتيك (الإنجليزية)
- العروسة الهاربة على موقع روتن توميتوز (الإنجليزية)
- العروسة الهاربة على موقع نتفليكس (الإنجليزية)
- العروسة الهاربة على موقع قاعدة بيانات الأفلام العربية
- العروسة الهاربة على موقع ألو سيني (الفرنسية)
- العروسة الهاربة على موقع Turner Classic Movies (الإنجليزية)
- العروسة الهاربة على موقع أول موفي (الإنجليزية)
- العروسة الهاربة على موقع بوكس أوفيس موجو (الإنجليزية)
- العروسة الهاربة على موقع فيلمافينيتي (الإسبانية)

لم يتم العثور على روابط لمواقع التواصل الاجتماعي.